# 덕온공주
덕온공주(德溫公主, 1822년 음력 6월 10일 ~ 1844년 음력 5월 24일)는 조선 시대의 왕족이다. 제23대 국왕 순조와 순원왕후의 셋째 딸이다.

## 생애

### 가계
1822년(순조 22년) 음력 6월 10일 조선의 제23대 왕인 순조와 순원왕후의 넷째 딸로 태어났다. 성은 이, 본관은 전주이다. 문조(효명세자)와 명온공주, 복온공주 등의 친동생이다. 또 덕온공주는 조선 왕조에서 왕과 왕비 사이에서 태어난 마지막 공주이기도 하다.
덕온공주의 모후 순원왕후는 안동 김씨 가문 출신으로, 김조순의 딸이다. 순원왕후는 자신의 집안이 풍양 조씨 가문과 함께 조선 말기 세도 정치의 절정기를 이끌어 나가게 하는데 중요한 역할을 한 왕비이기도 하다.

### 공주 시절
8살 때인 1829년(순조 29년) 음력 3월 6일 정식으로 덕온공주(德溫公主)의 작위를 받았다. 이후 13살 때인 1834년(순조 34년) 음력 11월 13일 부왕 순조가 사망하였는데, 순조 사망 당시 남아있던 순조의 자식은 적자와 서자를 포함하여 덕온공주가 유일하였다.
조카 헌종 때인 1837년(헌종 3년) 음력 8월 13일 판관을 지낸 윤치승의 아들 윤의선(또는 윤인갑)에게 하가하였다. 이때 윤의선은 남녕위에 봉해졌다.

### 사망
덕온공주는 결혼한지 7년 후인 1844년(헌종 10년) 음력 5월 24일 23세의 나이로 요절하고 말았다. 이 날은 헌종의 계비를 간택하는 날로, 당시 둘째 아이를 임신 중이던 덕온공주가 경사를 치르기 위해 창경궁 통명전에 들어갔다가 점심으로 먹은 비빔밥이 급체한 것이다. 사망하기 직전 아이를 낳았는데 이 아이는 곧바로 사망하였고, 공주 역시 아이를 매장한 지 약 두 시간 정도 있다가 사망하였다.
한편 덕온공주의 남편 윤의선은 1887년(고종 24년) 음력 12월 29일 사망하였다. 윤의선에게는 사후 3년간 녹봉이 지급되었다.
묘의 정확한 위치는 실전되었으나 현재의 장위동 지역에 있었던 것으로 추정된다. 『승정원일기』의 기록을 보면 이에 관한 기록이 나오는데 '사방의 경계표가 서로 명덕동에 이르고, 동으로 장위리(長位里)에 이르며, 남으로는 외백호 산등성마루에, 북으로는 동안평에 이르러 경계가 맞닿는다고 기록되어 있다.

## 덕온공주의 유품
덕온공주가 입었던 의복 중 원삼, 당의, 장옷, 삼회장저고리, 누비저고리 등이 남아있다. 이것들은 남편 윤의선의 일가 친척인 윤용구가 윤의선과 덕온공주의 양자가 되어 들어갔다가 그 딸인 윤백영이 물려받아 보관하고 있던 것들이다. 덕온공주의 자적당의는 대한민국의 중요민속문화재 제1호로 지정되었으며, 다른 의복들은 1987년 2월 12일 서울특별시의 중요민속자료 제211호로 지정되었다. 또 덕배공주가 어린 시절에 착용한 노리개와 화장 도구, 보자기, 필기구 등이 남아 있는데, 이것들 역시 서울특별시의 중요민속자료 제212호로 지정되었다. 이러한 덕온공주의 유물들은 전통 의복 연구자인 석주선이 윤백영을 통해 수집하였다가 모두 단국대학교에 기증하였다. 한편 단국대학교의 석주선기념박물관은 2012년 5월 11일부터 6월 30일까지 덕온공주와 그 후손들의 유물 228점을 '조선의 마지막 공주, 덕온가(家)의 유물전'이라는 이름으로 전시하였다.
- 덕온공주당의(중요민속문화재 제1호)(일명 덕온공주 자적당의)
- 덕온공주의복(중요민속자료 제211호)
- 덕온공주유물(중요민속자료 제212호)

덕온공주가 올린 가례의 자세한 사항들을 기록한 〈덕온공주가례등록〉이라는 책이 남아있다. 그러나 무슨 일인지 이 책에는 덕온공주를 왕의 서녀를 일컫는 "옹주(翁主)"로 칭했을 뿐 아니라, 전반적인 단어의 등급이 모두 격하되어 있다.

## 가족 관계
| - 조부 : 정조(正祖, 1752 ~ 1800) - 조모 : 수빈 박씨 (綏嬪 朴氏, 1770 ~ 1822) - 아버지 : 순조(純祖, 1790 ~ 1834) - 외조부 : 김조순(金祖淳, 1765 ~ 1832) - 외조모 : 청양부부인 청송 심씨(靑陽府夫人 靑松 沈氏, 1766 ~ 1828) - 어머니 : 순원왕후 김씨(純元王后 金氏, 1789 ~ 1857) - 오빠 : 익종(翼宗, 1809 ~ 1830) - 언니 : 명온공주(明溫公主, 1810 ~ 1832) - 이복언니 : 영온옹주(1817~1829) - 언니 : 복온공주(福溫公主, 1818 ~ 1832) | - 시아버지 : 윤치승(尹致承, 생몰년 미상) - 남편 : 남녕위 (南寧尉) 윤의선(尹宜善, ? ~ 1887) - 양자 : 윤용구(尹用求) |